# 米爾巴赫河 (伊薩爾河支流，慕尼黑縣)
47°59′33″N 11°28′32″E / 47.99254°N 11.47564°E

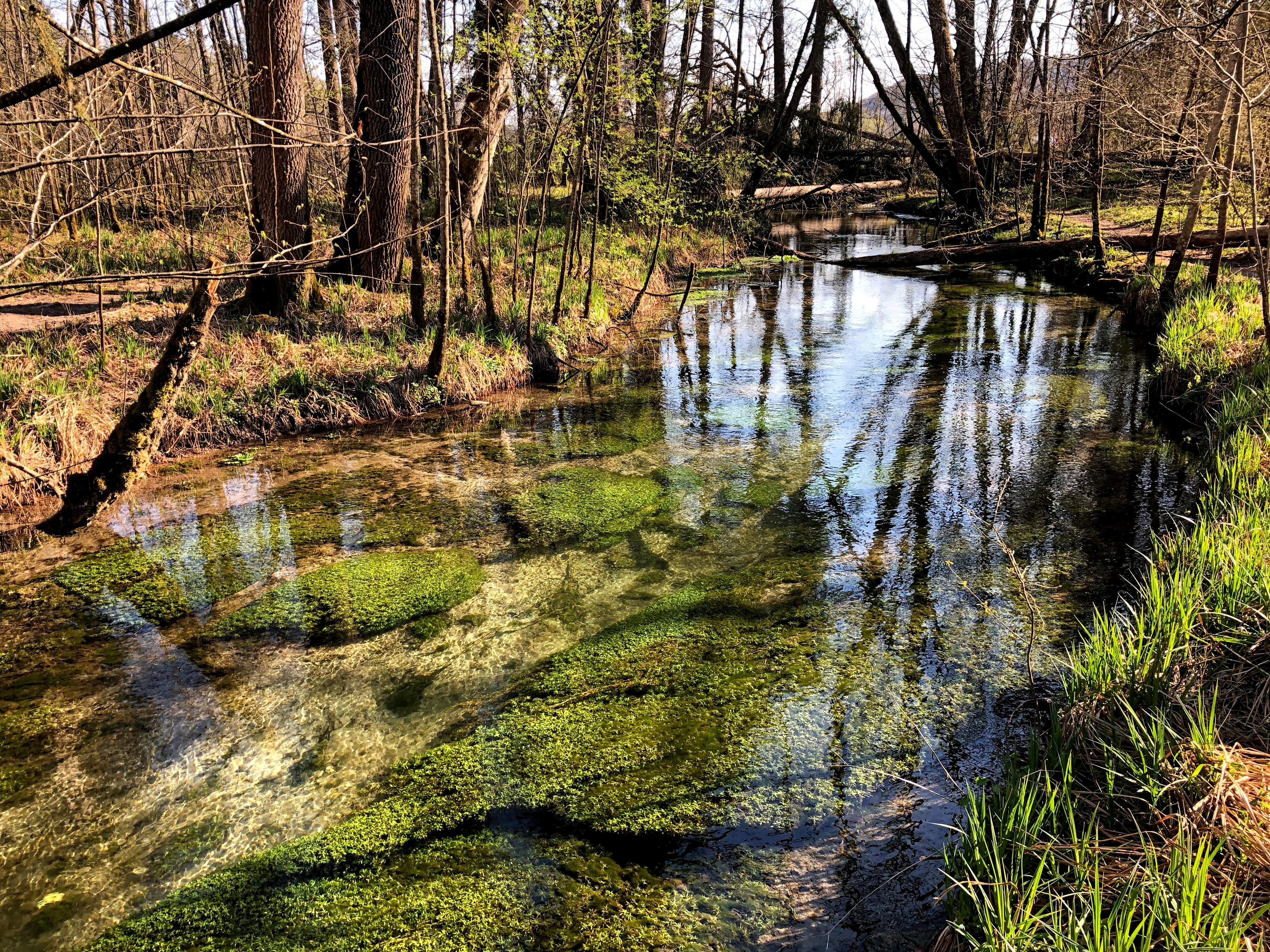

米爾巴赫河是德國的河流，位於該國東南部，由巴伐利亞負責管轄，該河流屬於伊薩爾河的左支流，河道全長1.1公里，流經慕尼黑縣。